# 歐洲鱘
歐洲鱘（學名：Acipenser sturio）是鱘屬的一種淡水魚，主要生長於歐洲，是世界上最大的淡水魚之一，此外，歐洲鱘的魚子很出名，肉質也很不錯，使得歐洲鱘面臨絕種的危機，目前歐洲各國已開始搶救歐洲鱘。

## 特征
其體長可達6米（20英尺），重400（880磅），但平均長度為1.25米（4英尺1英寸），其壽命可達100歲。

## 相似種
歐洲鱘是典型的初級性淡水魚，與次級性淡水魚大西洋鱘有所不同，為了詳細分析兩種魚的不同，列出差異如下：
|          | 歐洲鱘       | 大西洋鱘     |
| -------- | ------------ | ------------ |
| 适应性   | 初級性淡水魚 | 次級性淡水魚 |
| 保护现状 | 極危物種     | 數量穩定     |
| 體型     | 體型較大、重 | 體型較小、輕 |